# 赵无极
趙無極（1920年2月13日—2013年4月9日），法國籍華裔畫家，擅長油畫，生於中國北京，祖籍鎮江丹徒大港。畢業於國立杭州藝術專科學校，師從油畫家方幹民與吳大羽。2002年，獲選為法蘭西藝術院院士。與朱德群、吳冠中並稱中國藝術界的「留法三劍客」。

## 生平

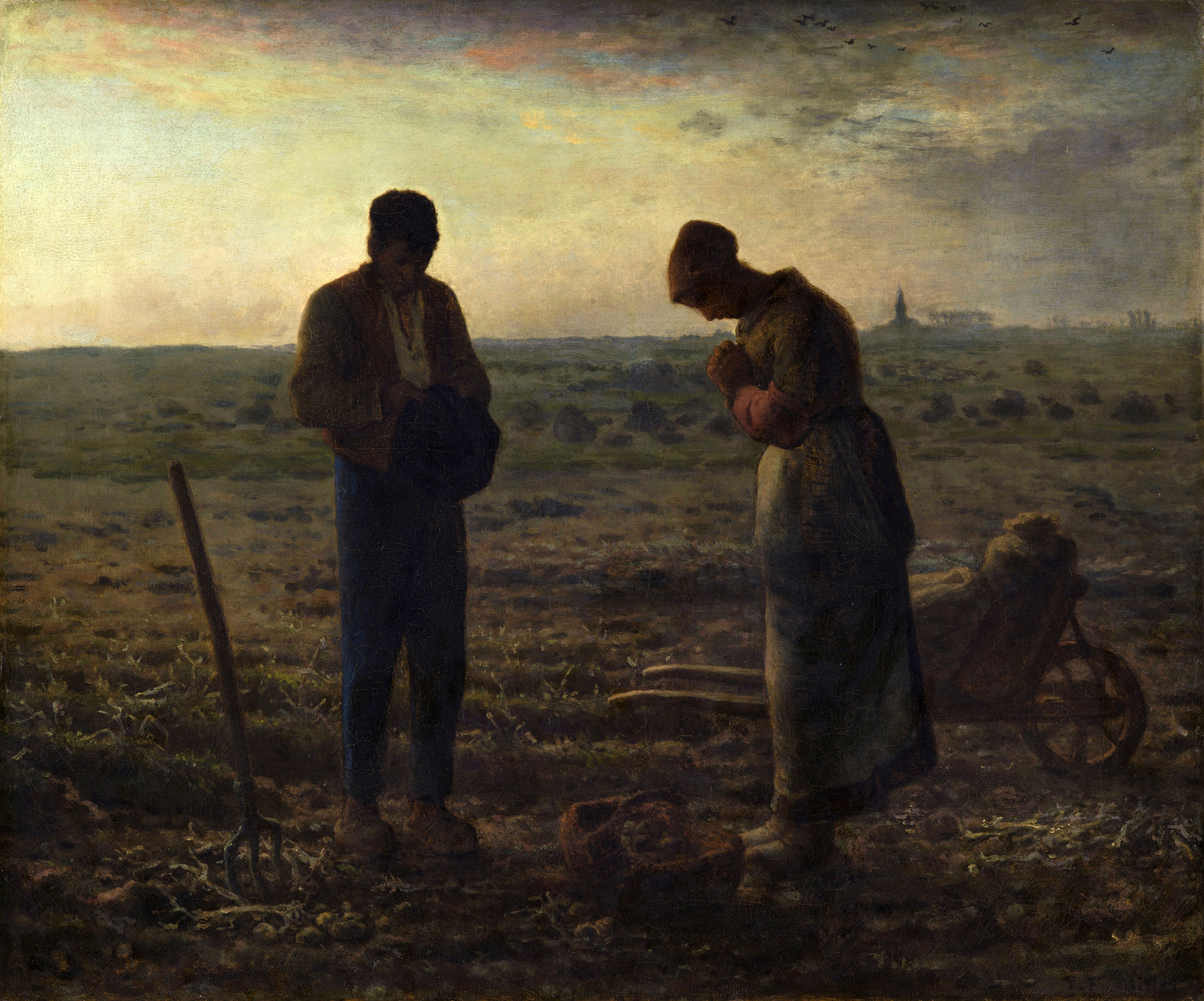
米勒的《El Ángelus（天使）》（又稱《晚禱》）是趙無極兒時最喜歡的畫作。

趙無極生在一個書香世家，世代定居鎮江丹徒大港（今鎮江丹徒區）。家族可追溯自宋朝皇族趙子禠，其為宋太祖六世孫，建炎三年（公元1129年）遷居鎮江丹徒大港。父親趙漢生是銀行家。
1920年2月，趙無極於北京出生，為7個小孩中的長子。在鎮江丹徒大港趙氏家族有不少字畫收藏，趙無極對米芾的一幅真跡最感興趣。10歲時（約1931年），族中的一位叔叔，從巴黎帶回很多明信片，有許多西方的油畫，趙尤愛其中米勒的《天使》，他從此便喜歡畫畫，也獲得父親與長輩的認同。1935年趙無極通過考試進入國立杭州藝術專科學校（簡稱杭州藝專）就讀，學習繪畫，師從吳大羽、方幹民、林風眠，同年結識了同為杭州藝專學習音樂的謝景蘭。吳冠中、朱德群、羅工柳是趙的學長。
1937年爆發抗日戰爭，為避免戰禍，杭州藝專師生不斷往西遷移，由浙江杭州，輾轉移設至諸暨、江西貴溪、湖南沅陵、貴州貴陽、雲南昆明、四川松林岡，1942年遷設於重慶。
1941年趙無極畢業，經林風眠推薦留校擔任助教，同年與謝景蘭在香港結婚，並在重慶舉辦了第一次個人作品展覽。趙無極自承，在學期間深受塞尚、馬蒂斯、畢加索的作品影響。
1942年，趙在重慶中蘇文化協會舉辦了一個聯展，展出包括林風眠、吳大羽、方幹民、關良、丁衍鏞以及他個人的作品，此時他已立志擺脫傳統國畫對技巧的崇拜和模仿，同年獨子趙嘉陵出生。
1945年抗戰勝利，國立藝術專科學校（1938年由杭州藝專、北平藝專合併而成）遷回杭州原址，校名恢復為國立杭州藝術專科學校。1945年，國立藝專在重慶舉辦「現代繪畫聯展」，方幹民、林風眠、李可染、龐薰琹、趙無極、關良等參加，提倡「現代中國繪畫藝術與現代世界藝術合流」。
1946年趙無極回校任教，翌年（1947年），趙在上海大新百貨公司舉辦了個人畫展。
縱然已辦過個人展覽，27歲的趙無極，認為自己太年輕，仍處於學習階段，在其父母資助下，1948年2月，趙偕妻子謝景蘭乘船遠赴法國巴黎深造，兒子趙嘉陵交由父母照料，選擇巴黎是因為他喜歡印象派畫風。2月28日趙氏夫婦於馬賽港入境法國，4月1日抵達巴黎。夫婦倆於藝術家聚集的蒙帕納斯區，選擇了穆林-瓦特路上的一家旅館住了下來，與雕塑家阿爾伯托·賈科梅蒂為鄰。
1949年，在法國巴黎約克勒茲畫廊舉辦留法後首之個展。在巴黎，妻子和他離婚。趙無極開始到世界各地游历，在香港和電影演員朱纓（本名陳美琴）結婚，回到巴黎繼續創作 ，将西方的抽象绘画方法和中国画写意画法的空灵意象融合到一起，將油畫畫成寫意畫的效果，用稀薄的油彩泼墨，干涩的笔法皴染。趙無極曾參加法國五月沙龍、義大利威尼斯雙年展等展覽，開始擁有名氣。
1972年陈美琴因精神病復發，服過量安眠藥自殺身亡，趙無極十分悲傷，有接近一年沒有畫畫，後來创作了一幅九米巨画《纪念美琴》紀念亡妻，保存在龐畢度中心。
翌年，赵无极认识弗朗索瓦·马尔凯，两人于1977年结婚，这是他的第三段婚姻。
1979年，应贝聿铭的邀请，为他设计的北京香山饭店做壁画。兩人相識於50年代早期，當時貝聿銘獲得去歐洲的獎學金，他在代表趙無極的畫廊認識趙。貝聿銘的兒子貝禮中在訪問提到：「當我們談及50、60年代，那是抽象表現主義的高峰時期。這個風潮當時在歐美是既新鮮又熱切。當時的我是青少年，我記得雙親到訪畫廊、藝術家工作室，與藝術家共進晚餐。這是當時藝術、建築界中人做的事，是激動人心的時代。」
1999年在北京舉辦的《趙無極60年回顧展》时，轰动了整个中国艺术界，并到上海巡展。时任法国总统的希拉克专门为画展撰写前言，提到：「赵无极洞彻我们两大民族的感性，使二者融于一身，既属中华，又属法兰西。他的艺术，吸取了我们两国文化的精粹。」江澤民為畫展題詞「氤氲化醇，融合创新」。
1983年，趙無極回國在母校浙江美術學院講學。
1993年，趙無極獲法國密特朗總統頒贈榮譽勛位，並獲巴黎市長希哈克親頒巴黎市政府維爾美勳章。
1995年，趙氏獲日本皇室大賞。
2002年，趙無極被選為法蘭西藝術院院士，并授予榮譽勛章。
2011年之後偕妻子定居瑞士。2013年4月9日下午因病医治无效在瑞士沃州逝世，享年92岁。

## 家庭
妻子
- 首任妻子謝景蘭，兩人育有一子趙嘉陵，後離異，1995年因車禍去世。
- 第二任妻子陳美琴，為香港藝人，患有精神病，1972年病發，自殺身亡。
- 第三任妻子弗朗索瓦·馬爾凱（Françoise Marquet），法國人。

兒女
- 趙嘉陵，母謝景蘭。
- 趙善美（ROY Sin-May），趙無極繼女，母陳美琴。

2012年，鎮江《趙氏宗譜》編委會就已發現趙無極的爺爺趙紹甫親自主修的家譜，其中記載： 鎮江大港趙氏始祖趙子禠為宋太祖六世孫，建炎三年（公元1129年）遷居鎮江大港。趙無極之父趙漢生為宋太祖30世孫，1894年出生於大港。

## 藝術時期
趙無極的藝術主要可以分為幾個時期：杭州時期、甲骨文時期、三段式時期和無極時期。

## 作品

##### 2017
- 在佳士得香港秋拍「亞洲二十世紀及當代藝術」夜場，趙無極的油畫《29.01.64》以約2.03億港元成交，刷新了其作品拍賣成交價的世界紀錄。[20] [21]

##### 2018
- 在保利香港春拍「現當代藝術專場」，趙無極的油畫《大地無形》以1.55億港元落槌，此作曾在2007年11月香港佳士得上拍，當時2,944萬港元成交。[22]

- 在佳士得香港春拍「亞洲二十世紀及當代藝術」夜場中，趙無極的油畫《14.12.59》以1.76億港元成交，成為史上第三貴趙無極作品。[23]

- 趙無極創作尺幅最大的油畫三聯作《1985年6月至10月》，於香港蘇富比2018年秋拍以5.1億港元成交，刷新了3個拍賣紀錄，包括香港藝術拍賣史上最高成交畫作的紀錄、亞洲油畫世界拍賣紀錄、趙無極世界拍賣紀錄。[24]

## 評價
- 王承昊在《傳統之根——試論趙無極、 朱德群、 吳冠中的中國藝術精神》一文中寫到：「趙無極、朱德群、吳冠中便是林風眠衣缽的傳人。他們先後進入杭州國立藝專學習時，正值學校的鼎盛時期。校長林風眠以蔡元培「思想自由，兼容並包」的辦學宗旨廣納賢才，這裡既有像潘天壽這樣傳統功力深厚的國畫大師，也有像吳大羽、方幹民這樣深通西方現代繪畫藝理的著名畫家，這使得他們在校的學習能在一個容納中西、開闊視野的學術環境下，吸收中西文化的精髓......林風眠、潘天壽、吳大羽、方幹民等藝術教育的形式與思想更深深影響了當時的朱德群、 趙無極、吳冠中。探尋西方藝術之源成為三人共同的夢想。」[2]
- 劉鉞在《左杭州、右巴黎—西湖畫派六人集論》一書中將林風眠、吳大羽、方幹民、趙無極、朱德群和吳冠中六人作為一個畫派——「西湖畫派」。